# 海达斯皮斯混沌
海达斯皮斯混沌（Hydaspis Chaos）是火星欧克西亚沼区的一处地貌区域，中心坐标位于北纬3.2度，西经27.1度。该地区宽约355公里，其名称取自古典反照率特征。

## 河谷与混沌地形
在该地区发现了许多大型的古河谷以及被称为混沌地形的坍塌特征。当水流从地下涌出时，地表可能会坍塌形成这些混沌特征，一些河流就发源于混沌地区。一处混沌的区域可通过被谷地纵横切割的桌山、地垛和山丘来识别，而一些谷地似乎带有图案地面。这些混沌区的部分区域还没有完全崩塌，它们仍形成了巨大的台地，因此，可能还贮藏有水冰。混沌地形出现在火星上很多地方，总给人一种强烈的印象，好像是某种突发事件一下扰乱了地面。混沌地区形成于很久以前，通过陨石坑计数（任何给定区域内的陨坑越多意味着地表越古老）以及研究这些谷道与其他地质特征的关系，科学家得出结论，这些通道形成于20亿至38亿年前。
对于大型溢出河道的形成，一种被普遍认可的观点是，它们形成于巨大地下水库所释放的暴洪。也许，因断层或火山活动，洪水开始从地下流出。有时炽热的岩浆只是在地表下流动，倘若如此的话，地面虽会被加热，但地表可能并无熔岩迹象。洪水涌出后，地表则会坍塌。水流穿过地表时，液态水会同时冻结和蒸发，快速形成的冰块可能增强了洪水的侵蚀力。此外，水的表面可能冻结，但下面仍在流动，地球上寒冷气候中的河流经常会表面结冰，但冰下的水仍在继续流淌。
地球上曾发生过这种灾难性洪暴，一则经常被引用的示例是华盛顿州的水道荒地，它是由更新世密苏拉湖洪水爆发所形成，这一区域类似火星上的溢出河道。

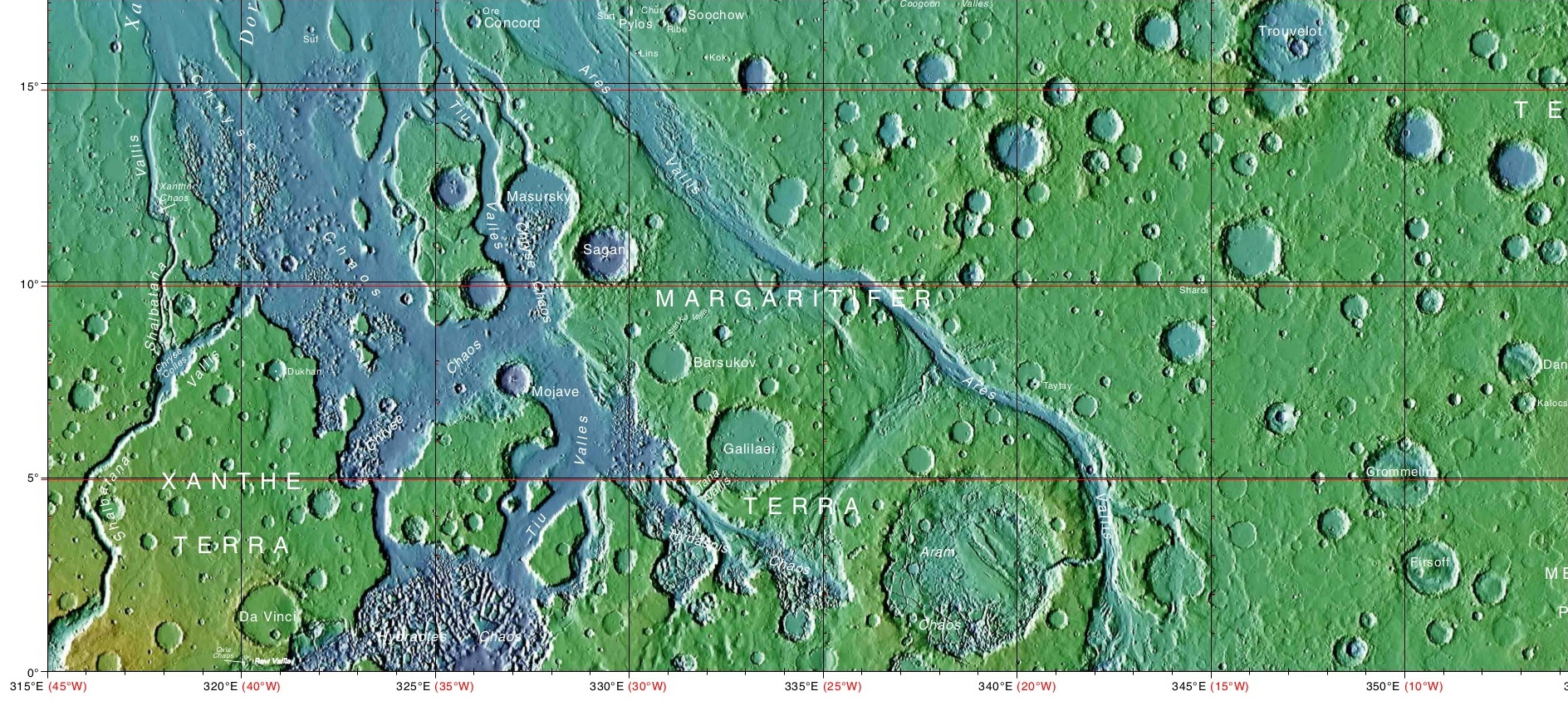
火星欧克西亚沼区地形图显示了包括海达斯皮斯混沌在内的众多混沌区位置。
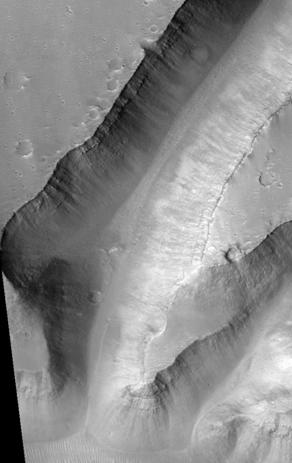
高分辨率成像科学设备显示的海达斯皮斯混沌。

## 另请查看
- 混沌地形
- 高分辨率成像科学设备
- 火星混沌地形区列表
- 火星混沌地形
- 溢出河道